# Віняри-Дольне
Віняри-Дольне (пол. Winiary Dolne) — село в Польщі, у гміні Новий Корчин Буського повіту Свентокшиського воєводства.
Населення — 163 особи (2011).
У 1975-1998 роках село належало до Келецького воєводства.

## Демографія
Демографічна структура на день 31 березня 2011 року:
|          | Загалом | Допрацездатний вік | Працездатний вік | Постпрацездатний вік |
| -------- | ------- | ------------------ | ---------------- | -------------------- |
| Чоловіки | 76      | 25                 | 44               | 7                    |
| Жінки    | 87      | 32                 | 40               | 15                   |
| Разом    | 163     | 57                 | 84               | 22                   |